# بيل ميرفي
بيل ميرفي (بالإنجليزية: Bill Murphy)‏ (21 نوفمبر 1921 في المملكة المتحدة - 1 يناير 2004) هو لاعب كرة قدم بريطاني (وحمل سابقاً جنسية المملكة المتحدة لبريطانيا العظمى وأيرلندا) في مركز نصف الجناح. لعب مع برادفورد سيتي ونادي ليفربول ونادي سكاربورو.